# دنباله کوشی
در ریاضیات، دنبالهٔ کوشی دنباله‌ای است که جملات آن با جلو رفتن دنباله به هم نزدیک‌تر و نزدیک‌تر می‌شوند.

## در اعداد حقیقی
دنبالهٔ {\displaystyle x_{1},x_{2},x_{3},\ldots } یک دنبالهٔ کوشی است اگر برای هر عدد مثبت دلخواه ε، یک N صحیح وجود داشته باشد که برای همهٔ m ,n>N داشته باشیم:
{\displaystyle |x_{m}-x_{n}|<\varepsilon ,}

## در فضای متریک
برای تعریف دنباله کوشی در یک فضای متریک٬ {\displaystyle |x_{m}-x_{n}|} را با فاصله در فضای متریک٬ یعنی {\displaystyle d(x_{m},x_{n})} جایگزین می‌کنیم:
بر روی یک فضای متریک داده شدهٔ (X, d) ، دنبالهٔ {\displaystyle x_{1},x_{2},x_{3},\ldots } یک دنباله کوشی است اگر برای هر عدد مثبت دلخواه ε، یک N صحیح وجود داشته باشد که برای همهٔ m ,n>N داشته باشیم:
{\displaystyle d(x_{m},x_{n})<\varepsilon ,}

## تمامیت فضاهای متریک
یک فضای متریک که در آن هر دنبالهٔ کوشی به عضوی از همان فضا همگرا شود، کامل است. برای مثال٬ می‌توان ثابت کرد که اعداد حقیقی با فرض همان قدر مطلق تفاضل دو عدد به عنوان فاصله، کامل است و به عکس، اعداد گویا کامل نیستند (برای همان فاصلهٔ یاد شده برای اعداد حقیقی).